# Клён приречный
Клён приречный, или клён гиннала (лат. Acer tataricum subsp. ginnala) — южно-дальневосточный подвид деревьев рода Клён (Acer) семейства Сапиндовые (Sapindaceae).
Ранее выделялся в качестве самостоятельного вида лат. Acer ginnala, в настоящее время считается подвидом клёна татарского. Правильное русское ботаническое название — клён татарский подвид приречный, либо клён татарский подвид гиннала.

## Название
Видовой эпитет ginnala, вероятно является латинизированной транслитерацией др.-греч. γίννος – лошак; по небольшим размерам и высокой прочности древесины. Русский видовой синоним «приречный» дан по местообитанию.

## Ботаническое описание

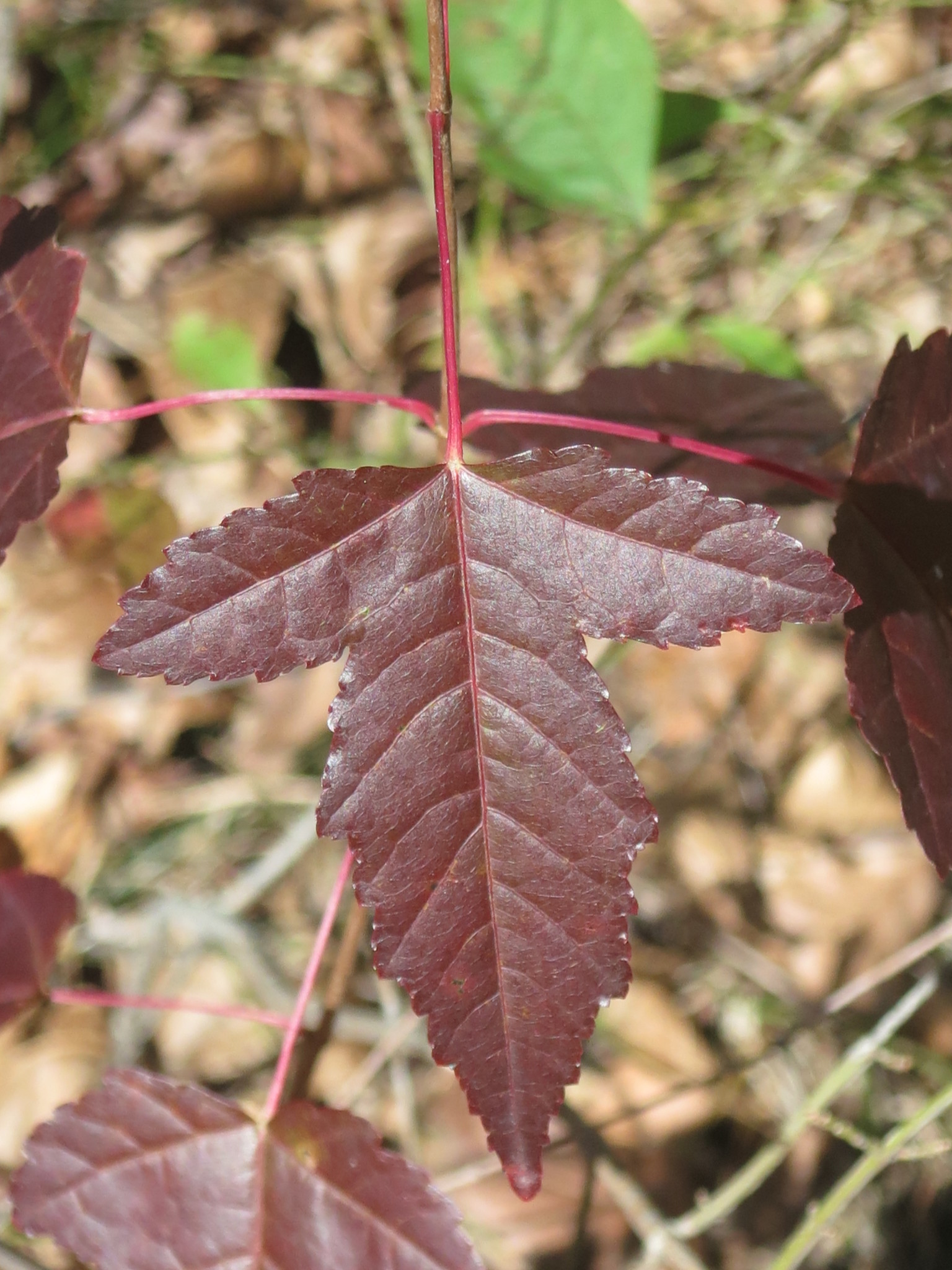
Лист

Листопадный распростёртый кустарник или маленькое дерево, достигающее 3-10 м в высоту, с коротким стволом до 20-40 см в диаметре и тонкими прямыми ветвями. Кора тонкая, тусклого серо-коричневого цвета, сначала гладкая, у старых растений неглубоко потрескавшаяся.
Листья супротивные простые, 4-10 см длиной и 3-6 см шириной, глубоко разрезанные пальчатые, с тремя или пятью лопастями, с двумя базальными лопастями (отсутствуют) и тремя большими апикальными лопастями; лопасти листа грубо и нерегулярно зазубрены, верхняя сторона листа блестящая. Осенью листья приобретают оттенки от оранжевого до красного. Черешки листьев прямые, длиной 3—5 см, часто с розовым оттенком.
Цветёт весной, одновременно с распусканием листьев, цветки жёлто-зелёные, 5—8 мм в диаметре, собраны в распростёртые кисти.
Нектарники в цветках находятся на цветоложе, в средней части подпестичного диска. Нектароносная ткань начинает функционировать одновременно с раскрытием околоцветника. В начале цветения цветки выделяют сравнительно мало нектара, затем его количество увеличивается.
Плод — парная красноватая крылатка, длиной 8-10 мм с крылышком 1,5-2 см, созревает с конца лета до ранней осени.
Выход семян из сырых плодов около 70 %. В 1 кг до 46000 штук семян. Плодоносит ежегодно, но не всегда и не везде обильно. Продолжительность стратификации семян при 7° С 70-80 дней, средняя всхожесть около 70 %.

## Распространение и экология
Естественно произрастает в восточной Азии от восточной Монголии на западе до Кореи и Японии, северная граница ареала проходит в юго-восточной Сибири в районе долины реки Амур. На Дальнем Востоке распространен в Приморье и Приамурье. На запад доходит до рек Зеи и Селемджи, вниз по Амуру — до с. Киселево.

## Экология
Растёт одиночно или группами по берегам и долинам рек, ручьев, по увалам, на сырых, но не заболоченных лугах, на песчано-каменистых участках. В горы не поднимается.
Светолюбив, растёт только на прогалинах. Требователен к влажности почвы, но избегает избыточного увлажнения. Морозоустойчив. Растёт быстро, особенно в первые годы. Возобновляется семенами, корневыми отпрысками и порослью от пня. Разводится семенами.

## Значение и применение

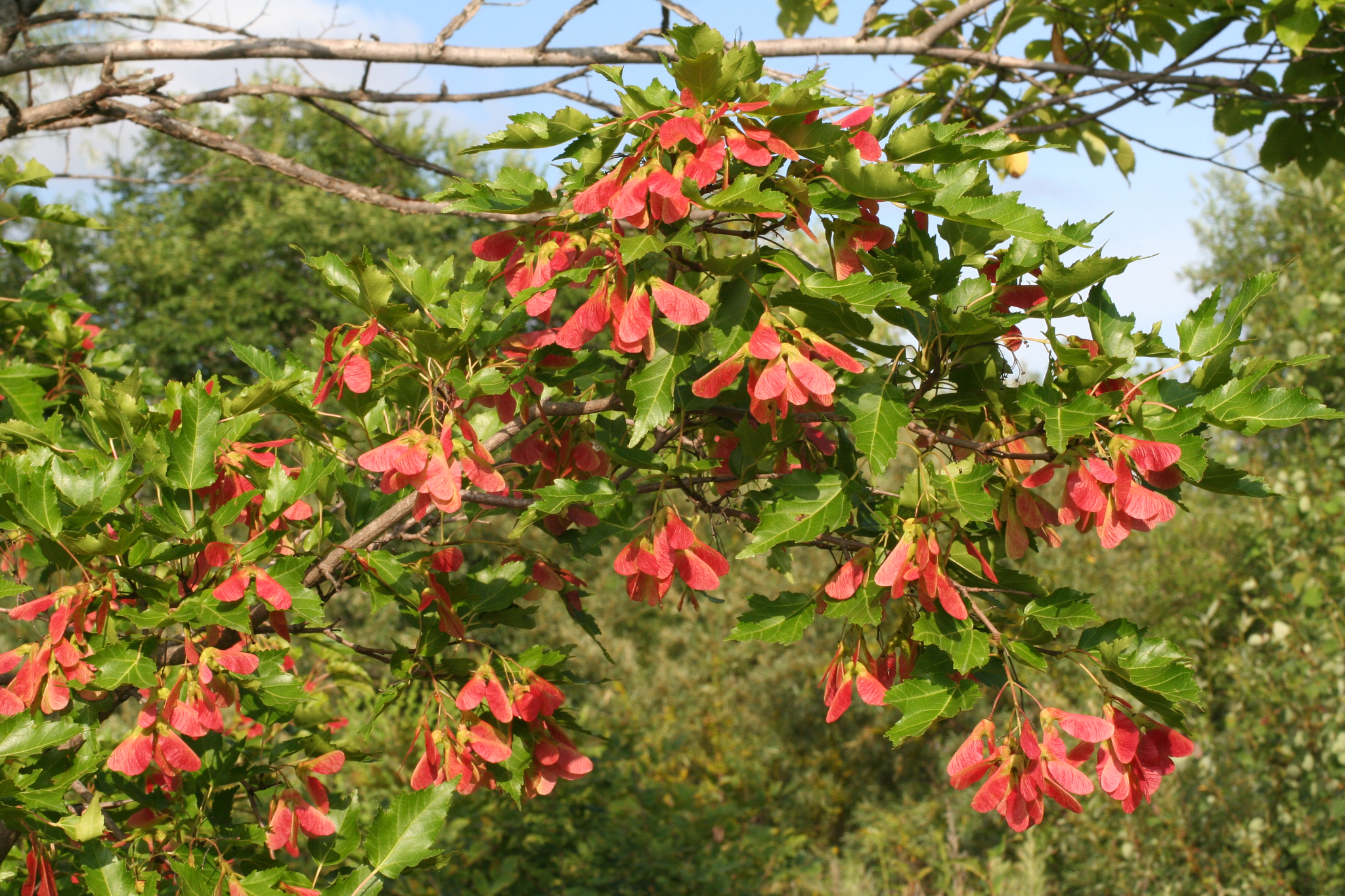
Красноватые крылатки. Дерево на берегу Амура, село Новотроицкое, Хабаровский край

Клён приречный выращивается в качестве декоративного растения в северных районах Европы и Северной Америки, где его относят к самым морозостойким клёнам, с районированием до 2-й зоны морозостойкости. Он интродуцирован в некоторых частях Северной Америки и порой считается там инвазивным видом. В культуре около восьми сортов.
Ценится в Японии и повсюду в мире в качестве вида, пригодного для выращивания бонсай.
Древесина твёрдая и упругая, пригодна на мелкие поделки. Кора содержит дубильные вещества. Пригоден для посадок на открытых местах: в придорожных и снегосборных полосах, живых изгородях, для создания куртин и опушек. Исключительно декоративен, особенно — осенью, благодаря ярко-розовым крылаткам и оранжевым или красным листьям. В культуре с 1880 г. Успешно выращивается почти по всей стране, в том числе в Санкт-Петербурге, Туле, Екатеринбурге, Омске, Новосибирске, Иркутске, Улан-Удэ.
Хороший медонос и пыльценос. В благоприятные годы пчёловоды получают с него по 8-12 кг товарного мёда на пчелиную семью. Контрольная семья при хорошей погоде в период цветения приносила до 3,5 кг нектара и пыльцы в день. Пыльцепродуктивность одного цветка 0,6-0,9 мг. Нектаропродуктивность 100 цветков 56,4-107,2 сахара, а мёдопродуктивность одного хорошо развитого растения — 0,580 кг мёда. При сплошном произрастании продуктивность мёда 120—150 кг/га. На выделение нектара сильно влияют условиях произрастания. Наибольшей продуктивностью мёда отличаются растения растущие в поймах рек, на наносных, легких почвах с хорошим водным и воздушным режимом. Как медонос, цветущий в критически бесцветочный период, должен всячески охраняться и разводится вблизи пасек. Мёд светло-коричневого цвета, со своеобразным миндальным вкусом и тонким ароматом.
Из листьев в Китае приготовляли чёрную краску.

## Классификация
Клён приречный близкородственен клёну татарскому и по современной классификации считается его подвидом Acer tataricum subsp. ginnala (Maxim.) Wesm.. Эти клёны легко различить по листьям: у клёна приречного они блестящие, глубоко разрезанные, а у клёна татарского — матовые, слегка разрезанные или вообще без выраженного деления на лопасти.

### Таксономия[21]
Acer tataricum subsp. ginnala (Maxim.) Wesm., Bull. Soc. Roy. Bot. Belgique 29: 31. 1890
Подвид Клён татарский подвид приречный относится к виду Клён татарский (Acer tataricum) рода Клён (Acer) семейства Сапиндовые (Sapindaceae) порядка Сапиндоцветные (Sapindales). Кладограмма в соответствии с Системой APG IV по состоянию на июнь 2023 года:
|  |                                      |  |                                   |                                   |                      |  | ещё 8 семейств | ещё 8 семейств     |                               |  |                                |  | ещё 4 рода | ещё 4 рода |  |
|  |                                      |  |                                   |                                   |                      |  | ещё 8 семейств | ещё 8 семейств     |                               |  |                                |  | ещё 4 рода | ещё 4 рода |  |
|  |                                      |  |                                   | порядок Сапиндоцветные            |                      |  |                |                    | Подсемейство Конскокаштановые |  |                                |  |            |            |  |
|  |                                      |  |                                   | порядок Сапиндоцветные            |                      |  |                |                    | Подсемейство Конскокаштановые |  | вид Клён татарский и 4 подвида |  |            |            |  |
|  | отдел Цветковые, или Покрытосеменные |  |                                   |                                   | семейство Сапиндовые |  |                |                    | род Клен                      |  |                                |  |            |            |  |
|  | отдел Цветковые, или Покрытосеменные |  |                                   |                                   |                      |  |                |                    |                               |  |                                |  |            |            |  |
|  |                                      |  | ещё 63 порядка цветковых растений | ещё 63 порядка цветковых растений |                      |  |                | еще 3 подсемейства | еще 3 подсемейства            |  |                                |  |            |            |  |
|  |                                      |  |                                   | ещё 63 порядка цветковых растений |                      |  |                |                    | еще 3 подсемейства            |  |                                |  |            |            |  |